# Българско училище „Св. св. Кирил и Методий“ (Индианаполис)
Българското училище „Св. св. Кирил и Методий“ е училище на българската общност в град Индианаполис, щата Индиана, САЩ. Създадено е през 2018 г. То функционира към Фондация „Българско културно общество“ – Индианаполис. Директор на училището е Татяна Ангелова.

## История
Училището е открито през март 2018 г. Съосновател и пръв директор на училището е Валентин Пенчев, той почива на 31 декември 2021 г. От 2020 г. училището получава финансова подкрепа от Министерството на образованието и науката на България.